# دينو (مغني)
دينو (بالإيطالية: Dino)‏ هو مغني إيطالي، ولد في 3 مايو 1948 في فيرونا في إيطاليا.

## وصلات خارجية
- دينو على موقع IMDb (الإنجليزية)
- دينو على موقع ميوزك برينز (الإنجليزية)
- دينو على موقع ديسكوغز (الإنجليزية)
- دينو على موقع قاعدة بيانات الفيلم (الإنجليزية)